# 群馬県立桐生清桜高等学校
群馬県立桐生清桜高等学校（ぐんまけんりつ きりゅうせいおうこうとうがっこう）は、群馬県桐生市相生町に所在する公立高等学校。

## 概要
桐生・みどり地区県立高等学校再編整備計画に基づき、群馬県立桐生南高等学校と群馬県立桐生西高等学校が統合し新設された高等学校である。群馬県立桐生西高等学校跡地に設置された。

### 教育目標
生徒の人格形成に努め、確かな学力と豊かな人間性の向上を図るとともに、様々な課題を主体的に解決し、地域のリーダーとして幅広く活躍できる資質・能力を育成

### 教育環境
清桜入学1期生は1年次から2年次へ進級の際に10名が、また2年次から3年次への進級の際にも同程度の生徒が退学・転学している。
生徒指導でも普通コースとアドバンス探求コースで差異があり、公平性を欠いている。

## 沿革

### 年表
- 2016年（平成28年）6月 - 「桐生・みどり地区県立高等学校再編整備計画」策定。
- 2017年（平成29年）1月 - 「桐生南高校・桐生西高校の統合による新高校の概要」決定。
- 2021年（令和3年）4月1日 - 開校。

## 基礎データ

### 所在地
- 群馬県桐生市相生町3-551-1

### 通学区域
- 群馬県全域

### アクセス
- 東武桐生線・わたらせ渓谷鐵道わたらせ渓谷線　相老駅から徒歩25分
- 上毛電気鉄道上毛線　桐生球場前駅から徒歩15分
- わたらせ渓谷鐵道わたらせ渓谷線　運動公園駅から徒歩10分

### 校名
新高校となる桐生西高校の校地に近接して流れる「渡良瀬の清流」と、桐生南高校のシンボルである「南陵の桜」のイメージを合わせた、両校の伝統の融合と新たな高校としての清新さを併せ持つ名称として桐生清桜となった。その他の校名案としては「桐生翔陵」、「桐生未来」などがあった。

### 象徴

#### 校章
統合前の美術科選択の生徒や教員の案を基に発注し、群馬県教育委員会と両校による新高校開設準備会が選んだ。2本の川が合流するデザインで統合を表現している。

#### 制服
品格と落ち着きのある色合いを特徴とし、爽やかさとフォーマル性を兼ね備えている。胸元やスカートの裾には「KS」のイニシャルの刺しゅうが施されている。ワンタッチ着脱式のネクタイやリボン、スカートなどに青とピンクを取り入れ、清新さを表現されており、男女兼用でスラックスも用意されている。

## 教育
単位制であり、進学重視型単位制高校として多くの選択科目があり少人数教育を行う。普通科6クラス（240 名）のうち2クラス（80 名）を「アドバンスト探究コース」とし、国公立大学を中心として大学進学を目標とする生徒を入試段階から別枠で募集している。また総合的な探究の時間では高大連携の取組を推進している。

### 学科
- 全日制課程
  - 普通科（単位制）男女240人（6学級）

## 校歌
- 作詞：奈良茂（元・群馬県立桐生南高校 校長）[5]
- 作曲：広沢秀伸（元・群馬県立前橋西高校 校長）[5]

## 学校生活

### 行事
・開校式　　　　　　　　　　　　　　　　　・桜華祭（文化祭）　　　　　　　　　　　　　・体育祭

### 部活動

#### 運動部
- 硬式野球
- 陸上競技
- バレーボール
- バドミントン
- 剣道
- サッカー
- バスケットボール
- テニス
- 卓球
- ラグビー
- 水泳

#### 文化部
- 吹奏楽
- 映画写真
- 演劇
- 情報処理
- 美術・漫画
- 科学
- JRC
- 家庭
- 和太鼓
- 軽音楽

#### 同好会
- ダンス
- 英語

### 高校関係者
依田泰門(令和5年度卒業生・ラグビーで準優勝)
摩天楼寶楽(令和6年度卒業生・アマチュア落語家)